# Perittophora couturieri
Perittophora couturieri är en tvåvingeart som beskrevs av Ronald Henry Lambert Disney 1990. Perittophora couturieri ingår i släktet Perittophora och familjen puckelflugor.
Artens utbredningsområde är Zimbabwe. Inga underarter finns listade i Catalogue of Life.